# Station Yeovil Junction
Yeovil Junction is een spoorwegstation van National Rail in Yeovil, South Somerset in Engeland. Het station is eigendom van Network Rail en wordt beheerd door South Western Railway. 